# Pietro Cataneo
Pietro Cataneo ou Cattaneo (Sienne, vers 1510 - vers 1574 ; ces dates de naissance et de décès ne sont pas certaines) est un architecte militaire qui a été actif dans la Maremme grossetane. Il est surtout connu comme un théoricien de l'architecture, un architecte, un mathématicien, un ingénieur militaire, italien.

## Biographie

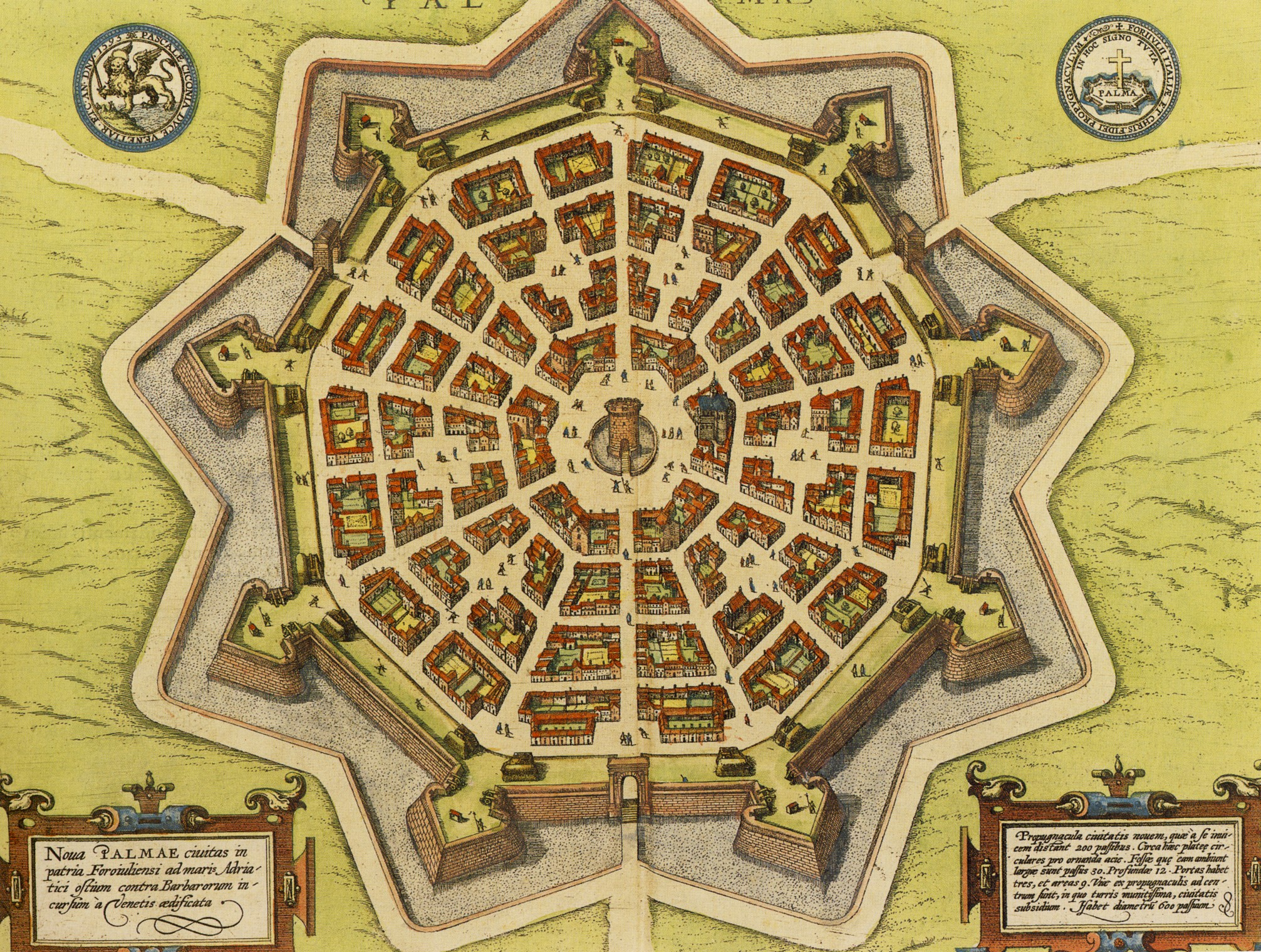
Carte de Palmanova, en 1600, par Georg Braun & Frantz Hogenberg.
Un exemple de ville radiocentrée

Fils de Giacomo, il fut l'élève de Baldassare Peruzzi et beau-frère de Domenico Beccafumi. On sait peu de choses de ses activités, de ses premiers projets. Il a peut-être terminé quelques travaux siennois de Peruzzi. Ses dessins montrent qu'il a été en relation avec deux des plus grands architectes siennois du XVIe siècle, Antonio Maria Lari (it) dit Le Tozzo qui avait succédé à Peruzzi comme architecte de la république avant d'être licencié de son poste en 1544, et Bartolomeo Neroni dit Le Riccio.
Il travaillé pour la république de Sienne à l'entretien des fortifications d'abord dans la Maremme, jusqu'en 1552. 
En 1546, il a été envoyé comme commissaire du gouvernement à Orbetello pour examiner les fortifications de Porto Ercole et les « murailles » d'Orbetello. Il a travaillé sur les fortifications d'Orbetello, de Talamone, de Porto Ercole, de Montauto et d'autres endroits. En 1552, il renforce les fortifications de Capalbio, puis de Campagnatico.
Il a peut-être participé,en 1550, à la construction de l'oratoire Saint-Joseph, à Sienne, en collaboration avec Bartolomeo Neroni. Il a participé à l'achèvement du palais Francesconi (actuel palais Mocenni (en)) comme le montre une décision prise le 6 novembre 1562.
On trouve encore dans les archives une mention de Pietro Cataneo le 9 novembre 1564, pour le mariage de sa fille.

## L'archittetura di Pietro Cataneo senese
De l'expérience de ces années passées à améliorer les fortifications des villes, il va tirer son traité, comme il le rappelle en citant Ortebello «  qui se trouve aujourd'hui occupée par les Espagnols. ».
En 1554 est publié son traité I quattro primi libri di architettura publié à Vinegia, dans la maison des fils d'Aldo.
En 1567 est publiée à Venise, chez P. Manuce, une version augmentée de son traité d'architecture. Les ajouts sont importants dans les quatre premiers livres. Il a ajouté quatre autres livres. Le ton des quatre premiers livres est académique. Les autres livres consacrés successivement aux ordres d’architecture, aux eaux et aux bains, à la géométrie et à la perspective, sont plus pratiques, mais il n'y a aucune synthèse entre les deux approches, ce qui semble montrer que la seconde édition est le résultat du climat intellectuel de la seconde partie du XVIe siècle et est le résultat des lectures sur l'architecture, et concernant la géométrie et les mathématiques qui avaient amené Pietro Cataeno à publier Le pratiche delle due prime matematiche, en 1546.
On se souvient surtout pour son traité d'architecture. Ce fut un des traité le plus diffusé du XVIIe siècle et plus tard. Il s'était distingué par l'attention portée à la forme urbaine, sur les traces de Filarete et de l'autre grand architecte siennois, Francesco di Giorgio Martini. Traitant de l'architecture militaire et de la forme à donner aux fortifications, le Traité de Cataneo, tout d'abord, contient une large gamme de possibilités pour les villes fortifiées avec des plans polygonaux auxquels les bastions donnent la forme en étoile du tracé à l'italienne. La combinaison de tels schémas radiocentrés avec des blocs urbains presque toujours de type orthogonal, a offert un répertoire de solutions pour ceux qui se sont trouvés devant le problème de concevoir les plans de nouvelles implantations comme à Palmanova, ou en Sicile (Avola, Grammichele) et plus encore.

## Publications
- I primi quattro libri d'architettura, 1554 Archive.org : Lire en ligne
- L'archittetura di Pietro Cataneo senese, 1567 Archive.org : Lire en ligne
- Le Pratiche delle due prime mathematiche di Pietro de Catani da Siena : libro d'albaco e geometia, in Venetia, 1546 Texte

## Sources
- (it) Cet article est partiellement ou en totalité issu de l’article de Wikipédia en italien intitulé « Pietro Cataneo » (voir la liste des auteurs).